# Чернов, Юрий Николаевич
Ю́рий Никола́евич Черно́в (род. 24 апреля 1949, Куйбышев) — советский и российский актёр театра и кино, педагог, издатель. Народный артист Российской Федерации (2008). Член партии «Единая Россия».

## Биография
Родился 24 апреля 1949 года в Куйбышеве. Окончил Московское цирковое училище и ГИТИС (отделение режиссуры эстрады и массовых представлений).
Снимается в кино с 1968 года. В фильме «Доживём до понедельника» сыграл ученика старшего класса Сыромятникова. Играет преимущественно эпизодические роли.
В 1969 году был уже утверждён режиссёром Владимиром Мотылём на роль Петрухи в ставшем потом очень популярным советском боевике «Белое солнце пустыни», но Юрий Николаевич выбрал цирковой путь.
Играл в Московском театре миниатюр, а с 1994 года в Театре Луны. С 2004 года — актёр театра «Школа современной пьесы».
С 1995 по 2000 год был соведущим телеигры «Колесо истории».
В 1999 году вместе с другими известными артистами принял участие в проекте Виктора Мережко и композитора Евгения Бедненко «Поют звёзды театра и кино», где с успехом выступил как исполнитель песен. Итогом проекта стали концерты и музыкальный диск, выпущенный в США и продублированный «Радио МПС».
Помимо кино снимался в юмористических киножурналах «Фитиль» и «Ералаш», а также являлся одним из ведущих популярной телепередачи для детей «Спокойной ночи, малыши!».
Активно работает для Общества инвалидов и занимается издательской деятельностью. Преподаёт в Институте народного творчества (гитара, губная гармошка, вокал).
Как певец вместе с группой Евгения Бедненко «Хорус» записал сольный диск «Доживём до понедельника, друзья!» (2001 год).
В 2008 году стал членом партии «Единая Россия».
C 2013 года — актёр Театра Сатиры.
С 2022 года — Мастер курса в Институте театрального искусства имени Народного артиста СССР Иосифа Кобзона.

## Личная жизнь
Женат вторым браком, трое детей.
Старшая дочь Анна от первого брака.
Со своей второй женой Валентиной Зивой вырастил двух детей: сын Максим, дочь Ярослава.

## Награды и звания
- 29 августа 1994 — Заслуженный артист Российской Федерации — за заслуги в области киноискусства[4]
- 10 января 2008 — Народный артист Российской Федерации — за большие заслуги в области киноискусства[1]

## Фильмография
| Год       |   | Название                                  | Роль                                      |
| --------- | - | ----------------------------------------- | ----------------------------------------- |
| 1967      | ф | Пароль не нужен                           | красноармеец                              |
| 1968      | ф | Доживём до понедельника                   | Сыромятников                              |
| 1969      | ф | Деревенский детектив                      | Степан, балалаечник                       |
| 1972      | ф | Совсем пропащий                           | человек на пристани                       |
| 1973      | ф | Иван Васильевич меняет профессию          | балалаечник (в титрах не указан)          |
| 1973      | ф | Не пройдёт и года...                      | столяр Козлов                             |
| 1974      | ф | Закрытие сезона                           | Санек                                     |
| 1975      | ф | Шторм на суше                             | Федя-утопленник                           |
| 1975      | ф | Маяковский смеётся                        | Пьер Скрипкин                             |
| 1975      | ф | Горожане                                  | водитель МАЗа-мусоровоза                  |
| 1976      | ф | Приключения Нуки                          | лейтенант милиции                         |
| 1976      | ф | Приключения Травки                        | Петя Орлов, водитель-дальнобойщик         |
| 1977      | ф | В зоне особого внимания                   | дежурный «Северных»                       |
| 1977      | ф | «Посейдон» спешит на помощь               | матрос                                    |
| 1978      | ф | Баламут                                   | санитар Зубков                            |
| 1978      | ф | Ошибки молодости                          | Панькин, дембель                          |
| 1979      | ф | Приключения Электроника                   | папа Сыроежкина                           |
| 1979      | ф | Цыган                                     | шофёр Николай                             |
| 1979      | ф | Удивительные приключения Дениса Кораблёва | Сажин / «Олег Попов»                      |
| 1979      | ф | Моя Анфиса                                | Гулько                                    |
| 1979      | ф | Мишка на севере                           | Имя персонажа не указано                  |
| 1979      | ф | Забудьте слово «смерть»                   | Михайличенко                              |
| 1979      | ф | День свадьбы придётся уточнить            | Толя Казутин                              |
| 1979      | ф | Вкус хлеба                                | диктор телевидения                        |
| 1980      | ф | Ночное происшествие                       | водитель «Москвича»                       |
| 1980      | ф | Юность Петра                              | юродивый                                  |
| 1980      | ф | В начале славных дел                      | юродивый                                  |
| 1981      | ф | Великий самоед                            | Ремизов                                   |
| 1981      | ф | Гражданин Лёшка                           | Федор                                     |
| 1981      | ф | Андрей и злой чародей                     | Водяной                                   |
| 1982      | ф | Там, на неведомых дорожках…               | Чумичка, царский писарь                   |
| 1982      | ф | Предчувствие любви                        | сослуживец Вишнякова                      |
| 1983      | ф | Моментальный снимок                       | Имя персонажа не указано                  |
| 1983      | ф | Из жизни начальника уголовного розыска    | бандит «Корыто»                           |
| 1983      | ф | Взятка                                    | Имя персонажа не указано                  |
| 1983      | ф | Опасные пустяки                           | отец Димы                                 |
| 1984      | ф | Очень важная персона                      | механик карусели                          |
| 1985      | ф | В. Давыдов и Голиаф (к/м)                 | шофёр самосвала                           |
| 1985      | ф | Внимание! Всем постам…                    | Коля Лучкин, напарник Виктора             |
| 1985      | ф | Танцы на крыше                            | бармен                                    |
| 1985      | ф | Не имеющий чина                           | филёр «Доктор»                            |
| 1985      | ф | Непохожая                                 | отец Лиды                                 |
| 1985      | ф | После дождичка в четверг                  | глашатай                                  |
| 1987      | ф | Отряд специального назначения             | Имя персонажа не указано                  |
| 1987      | ф | Уполномочен революцией                    | Имя персонажа не указано                  |
| 1988      | ф | Тайна золотого брегета                    | Петруха                                   |
| 1988      | ф | Раз, два — горе не беда!                  | писарь                                    |
| 1989      | ф | Из жизни Фёдора Кузькина                  | член бригады                              |
| 1990      | ф | День любви                                | отец Кристины                             |
| 1991      | ф | По Таганке ходят танки                    | милиционер в штатском                     |
| 1991      | ф | Глухомань                                 | Кутузов                                   |
| 1991      | ф | Брюнетка за тридцать копеек               | Правин, фотограф                          |
| 1992      | ф | Гроза над Русью                           | разбойник Балалайка                       |
| 1994      | ф | Чёрный клоун                              | Гюнтер Биркамп, отец Акселя               |
| 1995      | ф | Золотое дно                               | Фоня                                      |
| 1995      | ф | Ширли-мырли                               | спецкурьер Лёша                           |
| 1997      | ф | Полицейские и воры                        | Имя персонажа не указано                  |
| 1998      | ф | Му-му                                     | Имя персонажа не указано                  |
| 1999      | ф | Опять надо жить                           | мешочник                                  |
| 2000      | ф | Истинные происшествия                     | сосед                                     |
| 2001      | ф | Сыщик с плохим характером                 | Денежкин                                  |
| 2001      | ф | С новым счастьем! 2. Поцелуй на морозе    | Лёня                                      |
| 2002      | ф | Племянник, или Русский бизнес 2           | Шнырь                                     |
| 2002      | ф | Лифт уходит по расписанию                 | Петров                                    |
| 2003      | ф | Детектив по-русски                        | Гусев                                     |
| 2003      | ф | Love-сервис                               | Костик                                    |
| 2003      | ф | Юбилей прокурора                          | Вадим Васильевич                          |
| 2003      | с | Спас под берёзами                         | Тугриков                                  |
| 2003      | с | Замыслил я побег                          | отец Кати                                 |
| 2004      | ф | Усадьба                                   | бомж                                      |
| 2004      | ф | Жизнь кувырком                            | Музыкант                                  |
| 2004      | ф | Секрет фараона                            | Серёга                                    |
| 2005      | ф | Феномен                                   | Имя персонажа не указано                  |
| 2005      | с | Сатисфакция                               | Нестор Петрович                           |
| 2005      | с | Сыщики районного масштаба                 | Федот Мамаев                              |
| 2006      | с | Главный калибр                            | Анатолий, отец Анны                       |
| 2007      | с | Морская душа                              | Имя персонажа не указано                  |
| 2007      | ф | Виола Тараканова-3                        | Яков Казимирович, он же Иван Кузьмич      |
| 2008      | ф | Воротилы. Быть вместе                     | Андрей Егорович Якушев                    |
| 2008      | ф | Москва улыбается                          | химик-изобретатель Юра                    |
| 2008      | ф | Адель                                     | Терентий                                  |
| 2008      | ф | Новые времена, или Биржа недвижимости     | Имя персонажа не указано                  |
| 2009      | с | Кремлёвские курсанты                      | Колька «Два ведра»                        |
| 2009      | ф | Первая любовь                             | Николай                                   |
| 2010      | с | Партизаны                                 | Терентий Прокопьевич                      |
| 2010      | с | Отражение                                 | директор детдома Игорь Степанович         |
| 2012—2013 | с | Второй убойный                            | Анатолий Семёнович Подопригора, полковник |
| 2014      | ф | Господа-товарищи                          | Игнат, слуга бывшей графини Повалишиной   |
| 2014      | с | Слава                                     | «Дед» (Григорьич), тренер                 |
| 2015      | с | Бабий бунт, или Война в Новосёлково       | Алексей Митрич                            |
| 2015      | ф | Овечка Долли была злая...                 | Борис Сергеевич                           |
| 2016      | с | Куба                                      | директор цирка                            |
| 2017      | ф | Крым                                      | Савельич                                  |
| 2017      | с | Склифосовский-6                           | Некрасов                                  |
| 2020      | ф | Гадалка (2 сезон, 7-я серия)              | дед Афанасий / Сергей Борисович Коротков  |
| 2022      | ф | Кстати, о бабочках                        | Юрий Васильевич                           |

## Озвучивание мультфильмов
| Год  |   | Название              | Роль                     |
| ---- | - | --------------------- | ------------------------ |
| 2013 | ф | Приключения «Котобоя» | Имя персонажа не указано |

## Киножурнал «Ералаш»
| Год  |   | Название                                             | Роль                                 |
| ---- | - | ---------------------------------------------------- | ------------------------------------ |
| 1983 | ф | Выпуск № 37 (сюжет «Сказка - ложь, да в ней намёк…») | парикмахер                           |
| 1989 | ф | Выпуск № 73 (сюжет «Турист-89»)                      | Игорь Борисович                      |
| 1990 | ф | Выпуск № 82 (сюжет «Крик»)                           | владелец «Жигулей» (нет в титрах)    |
| 1996 | ф | Выпуск № 114 (сюжет «Бездельник»)                    | пьяный мужчина                       |
| 1999 | ф | Выпуск № 134 (сюжет «Укротитель»)                    | хозяин собаки                        |
| 2005 | ф | Выпуск № 186 (сюжет «Привидение»)                    | Степаныч, завхоз в пионерском лагере |
| 2013 | ф | Выпуск № 282 (сюжет «Со мной не пропадёшь!»)         | грибник                              |

## Киножурнал«Фитиль»
| Год  |     | Название                     | Роль                     |
| ---- | --- | ---------------------------- | ------------------------ |
| 1981 | кор | Стриптиз с сюрпризом (№ 225) | мужчина на пристани      |
| 1989 | кор | Не на тех напали (№ 321)     | рэкетир                  |
| 1989 | кор | Спецподготовка (№ 325)       | Юра Баранов, сварщик     |
| 1990 | кор | Сильнее смерти (№ 340)       | сын ветерана             |
| 1992 | кор | Случай в бане (№ 359)        | папа мальчика            |
| 1993 | кор | Экспресс-интим (№ 368)       | Сергей                   |
| 1993 | кор | Цена любви (№ 377)           | Имя персонажа не указано |
| 1993 | кор | Простой диагноз (№ 378)      | старшина милиции         |
| 1994 | кор | Медицина бессильна (№ 388)   | пациент                  |
| 1995 | кор | Необычный пациент (№ 391)    | пациент                  |
| 1995 | кор | Полный кворум (№ 394)        | Имя персонажа не указано |
| 1997 | кор | Покупка (№ 402)              | Стёпа                    |
| 2000 | кор | Ясновидец (№ 408)            | работник ТВ              |
| 2001 | кор | От всей души! (№ 413)        | бизнесмен                |

| Год  |     | Название                             | Роль                                |
| ---- | --- | ------------------------------------ | ----------------------------------- |
| 2004 | кор | Призвание (№ 11)                     | Саша Бякин                          |
| 2004 | кор | Государственный подход (№ 22)        | чиновник                            |
| 2004 | кор | В лесу родилась ёлочка (№ 24)        | мужчина с гармонью                  |
| 2004 | кор | Операция «Подарок» (№ 24)            | Сергей Стефанович, начальник отдела |
| 2005 | кор | Новый Деточкин (№ 37)                | директор детского дома              |
| 2005 | кор | Фитнес (№ 44)                        | Степан Митрофанович, директор       |
| 2007 | кор | Решительные меры (№ 143)             | посетитель                          |
| 2007 | кор | Великое молчание (№ 156)             | посетитель налоговой инспекции      |
| 2007 | кор | За примирением сторон (№ 157)        | Иванов                              |
| 2007 | кор | Синдром маниакального испуга (№ 158) | сантехник                           |
| 2008 | кор | С думой о людях (№ 162)              | депутат                             |
| 2008 | кор | Истинный ценитель (№ 165)            | продавец в магазине                 |